# Flottiglie MAS

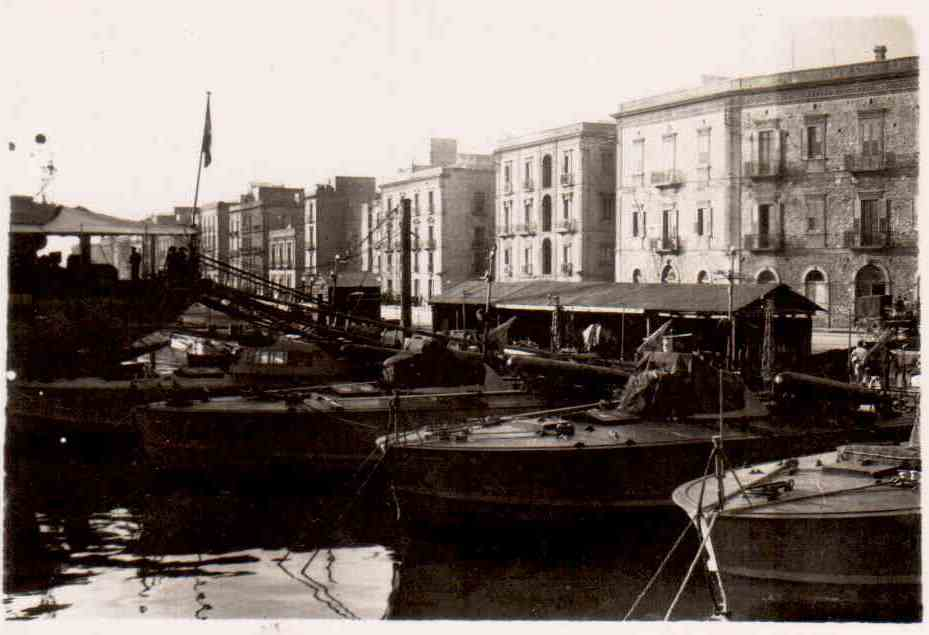
MAS della 2ª Flottiglia ormeggiati al porto di Trapani nel 1941

Le Flottiglie MAS furono una serie di flottiglie della Regia Marina italiana, composte da Motoscafi armati siluranti. Fecero l'esordio in combattimento nella Prima guerra mondiale, causando gravi perdite alla flotta austro-ungarica. Nella Seconda guerra mondiale gli furono affiancati degli incursori.
A queste unità poi nella RSI si unirono anche reparti di fanteria di marina.
Flottiglie e squadriglie durante il secondo conflitto  dipendevano dall'Ispettorato generale delle flottiglie MAS (Generalmas), con sede prima a Livorno e poi a Lerici.

## Storia

### Le origini
Le prime unità operative risalgono alle fasi iniziali della Prima guerra mondiale, quando il cantiere navale veneziano SVAN (acronimo per Società Veneziana Automobili Navali) fornì alla Regia Marina i suoi primi mezzi speciali denominati MAS, acronimo di Motobarca Armata SVAN. Le prime due unità, MAS 1 e MAS 2, furono completate nel giugno 1915.
La Regia Marina si era interessata ai motoscafi siluranti già a partire dal 1906, quando venne avviata la definizione di un progetto per una «barca torpediniera mossa da motore a scoppio», com'era definita all'epoca, capace di raggiungere una velocità massima di venti nodi e con una lunghezza di circa 15 metri. Tale progetto rimase sulla carta fino al 1914.

### La Prima guerra mondiale

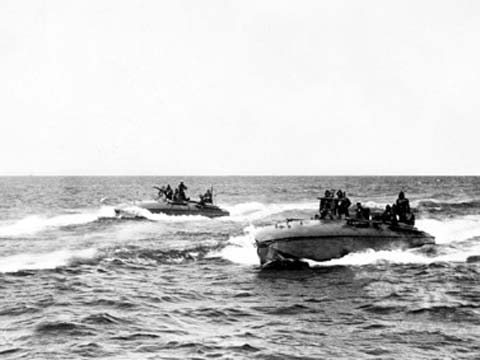
Coppia di MAS in esercitazione (1918)

Lo scoppio della guerra diede nuovo impulso: alla fine del 1914 la Regia Marina prendeva contatti con alcune ditte statunitensi vagliando contemporaneamente due progetti italiani, quello della Maccia Marchini e quello della SVAN dell'ing. Attilio Bisio, che porterà poi alla scelta di quest'ultimo e ai modelli di serie ordinati per la prima volta il 16 aprile 1915, ed entrati in servizio nel marzo 1916, con la prima squadriglia a Brindisi.
Questi modelli furono successivamente prodotti anche da cantieri di altre società, come l'Isotta Fraschini, i cantieri Orlando e la FIAT. L'acronimo MAS da "Motobarca Armata SVAN" passò a significare Motobarca Armata Silurante; in seguito Motobarca si trasformò in Motoscafo. L'acronimo "MAS" fu sciolto anche in altre definizioni, fra le quali Motum Animat Spes, e quella di Gabriele D'Annunzio, che vi fece aderire, come si legge nei suoi Taccuini, il motto Memento Audere Semper ("Ricordati di osare sempre").
D'Annunzio, che fu nell'equipaggio dei tre MAS che effettuarono la beffa di Buccari, ebbe sempre una particolare simpatia per il nascente gruppo degli incursori della Marina e la sua influenza a livello politico gli consentì di propugnarne a più riprese il potenziamento. In ogni caso, il vero merito alla prosecuzione delle imprese dei MAS e del loro sviluppo dal punto di vista tecnico è da attribuire all'allora capo di stato maggiore della Marina, Paolo Thaon di Revel, che intuì subito il potenziale offensivo dei MAS. Al momento dell'armistizio di Villa Giusti, le industrie italiane avevano dato alla luce 419 esemplari di MAS, 244 dei quali erano entrati in servizio prima dell'ottobre 1918.
Si trattava di motoscafi derivati dai natanti turistici, ai quali venivano applicati apparecchi per il lancio di siluri; imbarcazioni di questo tipo dovevano servire a moltiplicare la potenzialità offensiva navale. Non si investiva, come si era fatto fino ad allora, in poche potentissime navi da guerra, ma si realizzavano molti piccoli, agili, economici natanti, la cui funzione era quella di attaccare le navi nemiche come velocissimi "lanciasiluri", sfruttando l'effetto sorpresa. Il concetto si dimostrò efficace e questi mezzi riportarono diversi successi sotto il comando di Raffaele Rossetti e Raffaele Paolucci, fra i quali l'impresa di Pola.
Oltre ai MAS, da cui derivò poi il nome del reparto, gli anni della Prima guerra mondiale videro l'impiego di altri mezzi più vicini a quelli poi effettivamente impiegati nella Seconda guerra mondiale; tra questi il barchino saltatore e la torpedine semovente.
Nel luglio 1917 il capitano di fregata Costanzo Ciano, posto al comando di unità siluranti di superficie, fu nominato Ispettore dei MAS.
La prima base fu al porto di Grado e quando, dopo Caporetto, la cittadina fu rioccupata dagli austriaci, i MAS furono trasferiti a Venezia e ad Ancona. La terza base MAS era a Brindisi.
Nel 1917 Ancona divenne il porto ufficiale della II Squadriglia della Flottiglia dell’Alto Adriatico, per operazioni di perlustrazione e attacco nelle coste dalmate. Era composta dai Mas 17, 19, 21, 22, e dal 1918, anche dal 53. Un ruolo di vitale importanza fu svolto dal capitano di corvetta Luigi Rizzo, il quale arrivò ad Ancona da Venezia il 12 febbraio 1918.
Fra le incursioni più clamorose vanno ricordate le imprese di Luigi Rizzo, che nel dicembre del 1917 affondò, al largo di Trieste, la corazzata della Marina imperiale austriaca Wien e nel giugno del 1918 al largo di Premuda attaccò e affondò la corazzata Santo Stefano. Si trattò dei due maggiori successi ottenuti dalla Regia Marina nella Prima guerra mondiale.

#### Il forzamento del Canale di Fasana
Data la continua inattività della flotta austro-ungarica nel mare Adriatico, il Capo di Stato Maggiore Thaon di Revel continuò a pensare di colpire le navi nemiche direttamente entro i loro porti. Una volta comunicate le sue intenzioni ai sottoposti, il capitano di vascello Morano Pignatti nell'estate del 1916 si fece avanti con una proposta per il siluramento di una nave nemica più volte individuata dai ricognitori nel Canale di Fasana, non lontano da Pola: una torpediniera avrebbe preso a rimorchio un MAS e da Venezia si sarebbe avvicinata all'obiettivo contribuendo in seguito ad abbassare le ostruzioni che impedivano l'accesso al canale; una volta fatto questo il MAS sarebbe dovuto entrare nel varco per affondare l'imbarcazione nemica, quindi avrebbe dovuto far ritorno alla "nave-madre" che, con la protezione di un cacciatorpediniere, si sarebbe subito diretta alla città di partenza.
L'idea venne approvata da Thaon di Revel e subito cominciarono i preparativi in vista della missione. Il MAS 20 venne dotato di nuovi e più silenziosi motori elettrici, mentre nella torpediniera venne installato un meccanismo che mediante due grandi pesi fissati vicino alla prua era capace di abbassare le reti di ostruzione poste all'ingresso del canale. Nella notte tra l'1 e il 2 novembre il cacciatorpediniere Zeffiro, la torpediniera e il MAS 20 (comandati rispettivamente da Costanzo Ciano, Domenico Cavagnari e Ildebrando Goiran) erano pronti a salpare comandati da Pignatti, che aveva preso posizione nello Zeffiro.

Una volta arrivato al punto prestabilito il comandante Cavagnari manovrò abilmente la sua nave riuscendo ad abbassare in poco tempo le ostruzioni (formate da catene e cavi d'acciaio); immediatamente il motoscafo oltrepassò il varco, dove si posizionò il marinaio scelto Michelangelo De Angelis munito di lanterna con la quale avrebbe dovuto segnalare al MAS dove dirigersi per trovare facilmente l'uscita. Goiran navigò indisturbato lungo il canale in cerca di un bersaglio valido finché attorno alle ore 3:00 avvistò la sagoma del piroscafo Mars (7.400 t): Goiran lanciò prima un siluro e poi, non udendo nessuno scoppio, fece altrettanto con il secondo, ma neanche questo raggiunse il bersaglio a causa delle doppie reti protettive poste dagli austro-ungarici attorno all'imbarcazione. Non potendo più fare altro avendo esaurito le munizioni, il MAS volse la prua verso l'uscita recuperando il marinaio che li aspettava, e raggiunse lo Zeffiro poco tempo dopo.
Nonostante Pola fosse l'unica grande base dell'Adriatico, nonché centro del Comando Marina, la flotta austro-ungarica non abbandonò le sue posizioni neanche per tentare un'azione vendicativa. Già dopo un anno dall'entrata in guerra la Marina italiana era riuscita a paralizzare la controparte nemica, costretta alla fonda nei suoi porti per timore di perdere le proprie navi.

#### L'affondamento della corazzataWien

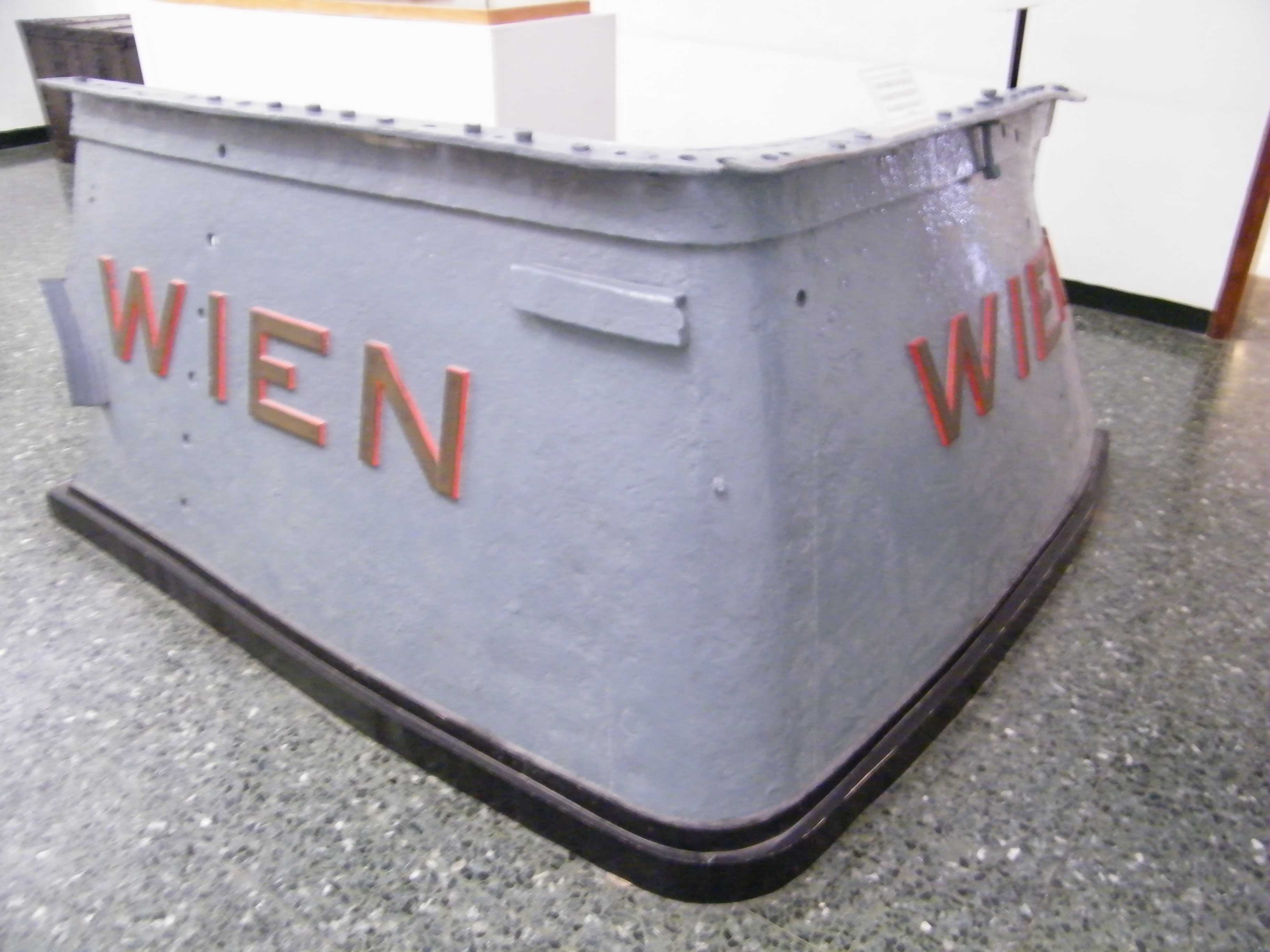
Frammento della prua della Wien recuperato dopo la Prima guerra mondiale e ora esposto al Museo storico navale di Venezia

Nell'agosto 1917 la marina austro-ungarica dislocò due corazzate, la Wien e la Budapest, nel porto di Trieste per appoggiare dalla costa, se necessario, l'Esercito Imperiale Austro-Ungarico nella sua avanzata in territorio italiano.

La Marina italiana, che aveva alcuni cannoni 381 mm/40 AVS a Grado, e il Regio Esercito, che allora comandava anche l'aviazione militare, avrebbero potuto attaccare le due navi da battaglia nemiche, ma il pericolo di danneggiare Trieste obbligò a trovare un'altra soluzione, che si concretizzò nell'usare due MAS per svolgere il delicato compito. L'esito infausto della battaglia di Caporetto ritardò le operazioni italiane di qualche mese, ma dopo la metà del novembre 1917 Morano Pignatti, lo stesso ideatore del forzamento del Canale di Fasana, mise a punto un piano di attacco che prevedeva l'utilizzazione di due torpediniere e due MAS, il numero 9 e 13.
Il 9 dicembre il gruppo di natanti italiani salpò da Venezia alle ore 17:00 raggiungendo verso le 22:45 il punto stabilito per il rilascio dei MAS (portati fin qui a rimorchio dalle torpediniere). Il MAS 9, pilotato da Luigi Rizzo, e il 13, guidato dal sottufficiale Andrea Ferrarini, navigarono silenziosamente fino alle ostruzioni che impedivano l'accesso al porto recidendo le funi metalliche grazie a una cesoia, quindi entrarono nel vallone di Muggia in cerca delle corazzate da affondare. Una volta individuate i due comandanti si divisero e alle ore 2:32 vennero lanciati i siluri, seguiti poco dopo da quattro esplosioni: due provenienti dalla Wien dovute al MAS di Rizzo, e due da una banchina vicina alla Budapest, mancata di poco da Ferrarini.

Senza perdere tempo i due motoscafi diressero verso l'uscita dove incontrarono le torpediniere che li riportarono a Venezia.
La Wien ora giaceva a 15 metri sotto il livello del mare, ma stavolta, diversamente che dopo l'attacco al Canale di Fasana, la marina austro-ungarica tentò un'azione di forza bombardando due volte Cortellazzo, senza procedere a ulteriori manovre.

#### La beffa di Buccari
La beffa di Buccari fu un'incursione militare effettuata contro il naviglio austro-ungarico ormeggiato nella baia di Buccari (in croato Bakar), svolta da una squadriglia della Regia Marina su tre MAS (94, 95 e 96) nella notte tra il 10 e l'11 febbraio 1918.
Nonostante le limitate conseguenze materiali, tale azione ebbe l'effetto di risollevare il morale dell'Italia, messo a durissima prova dallo sfondamento di Caporetto di alcuni mesi prima. Tra i protagonisti della beffa di Buccari, ci furono Luigi Rizzo, Gabriele D'Annunzio e Costanzo Ciano.

#### Il primo forzamento di Pola
La guerra vide anche impiegati i nuovi barchini saltatori, o meglio uno di essi, soprannominato Grillo una volta uscito dal Regio Arsenale di Venezia.

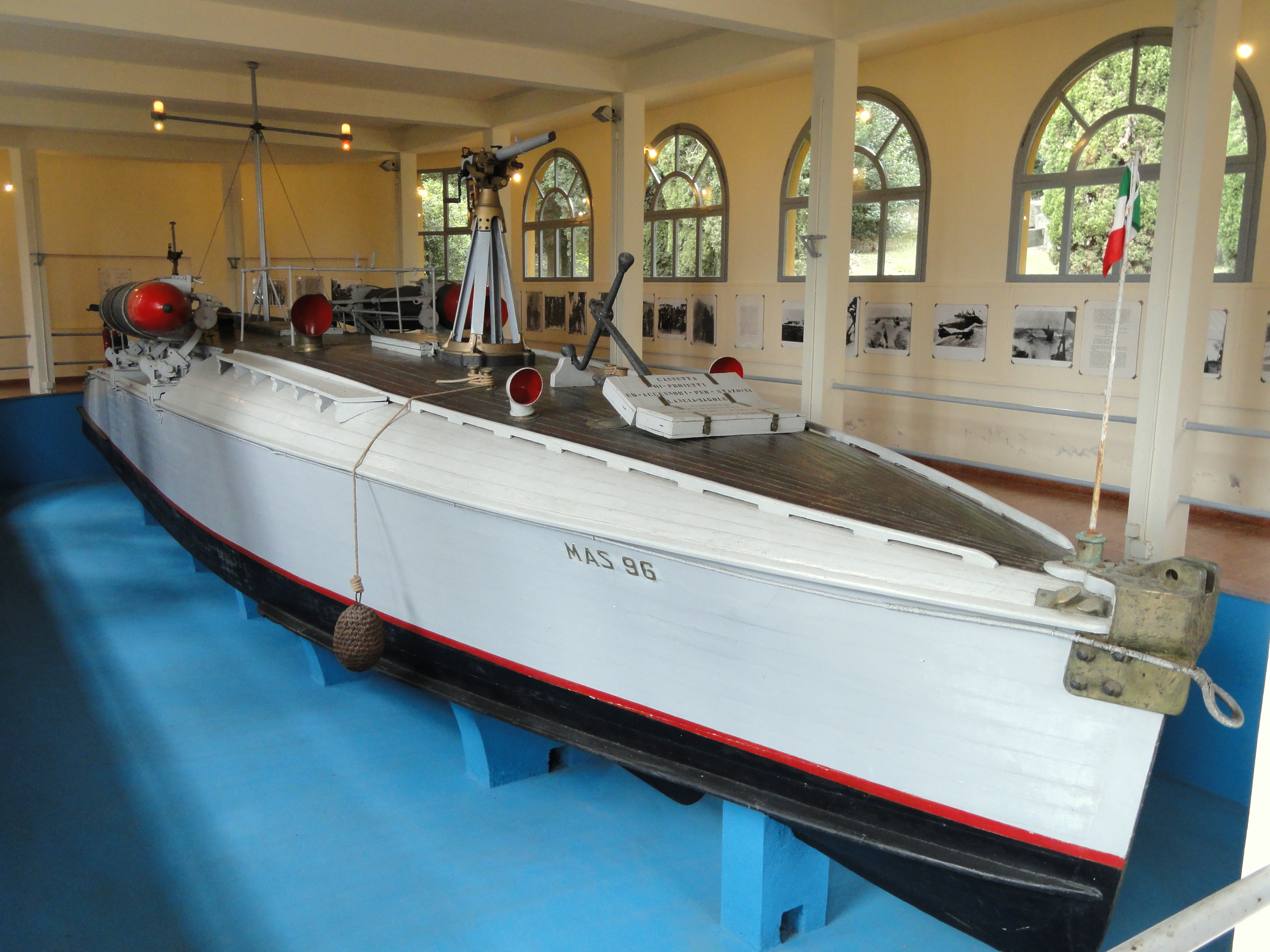
IL MAS 96 oggi esposto al Vittoriale degli italiani

L'obiettivo designato era la più difesa base della k.u.k. Kriegsmarine, cioè quella di Pola. Il 9 marzo 1918 si tentò una sortita con quattro barchini, altrettante torpediniere e numerose unità di scorta, ma la formazione risultò troppo vistosa e un analogo tentativo con due navi in meno non ebbe seguito perché arrivò tardi alla meta, sorte seguita da un'altra spedizione il 13 aprile 1918.

Il 13 maggio 1918 due torpediniere, i MAS 95 e 96 (pilotati da Costanzo Ciano e Andrea Berardinelli) e il Grillo (guidato dal comandante Mario Pellegrini), scortati da cinque cacciatorpediniere, riuscirono ad avvicinarsi velocemente al punto dove il barchino sarebbe dovuto entrare in acqua. Rapidamente Pellegrini navigò con il suo insolito mezzo fino alla prima linea di ostruzioni riuscendo ad agganciare le stesse con le apposite catene di cui era dotato il Grillo, ma subito venne illuminato da un faro nemico. Poco dopo gli italiani vennero raggiunti da colpi di arma da fuoco che tuttavia non impedirono loro di arrivare a superare la quarta ostruzione. A questo punto il comandante notò accorrere verso di lui un'imbarcazione: il tempo necessario a superare l'ultima ostruzione non bastava, e il battello nemico lo avrebbe sicuramente catturato insieme al suo equipaggio e al barchino; fu così che si decise di affondare il Grillo, ma prima l'equipaggio avrebbe tentato di lanciare i due siluri nella speranza di colpire qualcosa. L'azione non riuscì perché Giuseppe Corrias, il fuochista di bordo, e lo stesso Pellegrini, si dimenticarono di togliere la sicura ai due ordigni.

Il tempo stringeva e prima che l'equipaggio potesse compiere altre azioni una cannonata colpì in pieno il barchino capovolgendolo e scaraventando il suo equipaggio in mare.
I tre membri dell'equipaggio (gli altri erano il marinaio scelto Francesco Angelino e il capo silurista Antonio Milani) vennero presi prigionieri e condotti alla base navale dove furono medicati. Terminata la guerra sarebbero tutti tornati in Italia.

#### L'affondamento dellaSzent Istváne dellaViribus Unitis

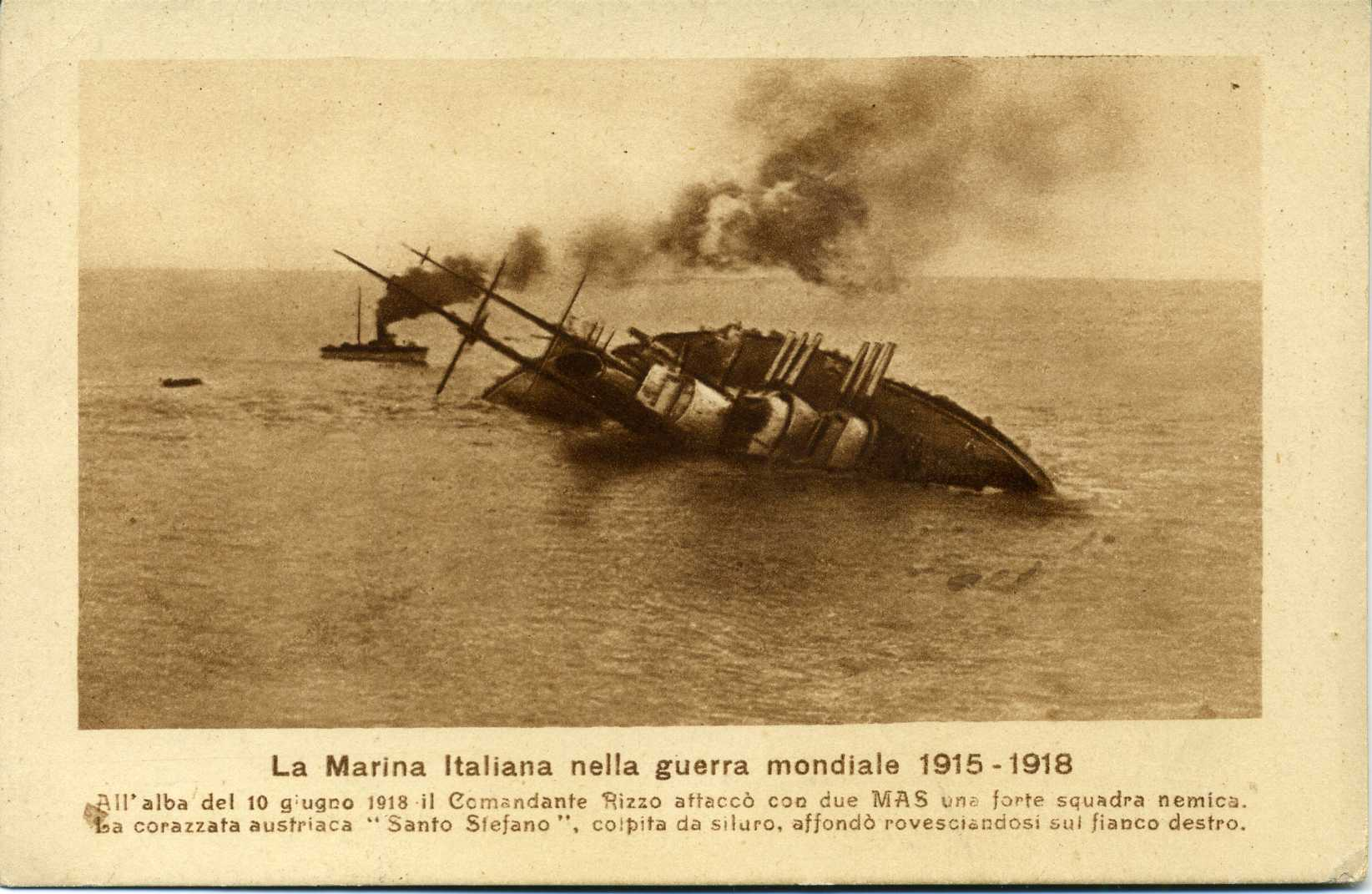
La Szent István affonda dopo essere stata silurata dal MAS del comandante Rizzo

Il 10 giugno 1918 -ci fu l'impresa di Premuda dove il tenente Luigi Rizzo e il guardiamarina Giuseppe Aonzo alla guida dei MAS 15 e 21 provocarono l'affondamento della corazzata austriaca Szent István. Questa azione è tuttora ricordata e celebrata con la Festa della Marina.
Il 1º novembre 1918 nel corso dell'impresa di Pola con una "mignatta" il maggiore Raffaele Rossetti e il tenente medico Raffaele Paolucci affondarono la corazzata SMS Viribus Unitis.

#### Missioni svolte nel corso della guerra
Le tonnellate sotto specificate sono tonnellate di stazza, quindi unità di volume, e non di peso.
- Durazzo, 7 giugno 1916: - 2 MAS - Berardinelli, Pagano - affondamento piroscafo Lokrum (1.000 t)
- San Giovanni di Medua, 16 giugno 1916: - 2 MAS - Berardinelli, Pagano - incursione nel porto che risultò privo di navi
- Durazzo, 26 giugno 1916: 2 MAS - Berardinelli, Pagano - affondamento piroscafo Sarajevo (1.100 t)
- Canale di Fasana, 2 novembre 1916: MAS 20 - Goiran - vengono lanciati due siluri, che però non superano le reti di protezione della nave presa come bersaglio
- Trieste, Vallone di Muggia, 9-10 dicembre 1917: MAS 9 e 13 - Luigi Rizzo, Andrea Ferrarini - affondata corazzata Wien (5.600 t)
  - MAS 13: Ferrarini, Origoni, Volpi, Salvemini, Cassisa, Cabella, Dagnino, Piccirillo, Pessina
  - MAS 9: Rizzo, Battaglini, Martini, Foggi, Mazzella, Orsi, Poltri, Camini, Sansolini
- Beffa di Buccari, febbraio 1918: MAS 94, 95, 96 - Gabriele D'Annunzio, Costanzo Ciano, Luigi Rizzo - azione dimostrativa di forzamento del porto
- Durazzo, giugno 1918: 2 MAS - Pagano, Azzi - affondato il piroscafo Bregenz (3.900 t)
- Pola, 13-14 maggio 1918: MAS 95 e 96, 1 barchino saltatore - Ciano, Berardinelli, Pellegrini - superate quattro delle cinque ostruzioni con perdita del barchino e del suo equipaggio
- Impresa di Premuda, 10 giugno 1918: MAS 15 e 21 - Luigi Rizzo, Giuseppe Aonzo (MAS 21), Armando Gori (MAS 15) - affondata corazzata Szent István (Santo Stefano)
- Impresa di Pola, 31 ottobre-1º novembre 1918: Raffaele Rossetti, Raffaele Paolucci - forzatura del porto a nuoto con una torpedine semovente e affondamento della corazzata Viribus Unitis (20.000 t) e il vicino piroscafo Wien (7.400 t)

A queste missioni se ne devono aggiungere altre, di minore portata, che avevano vari obiettivi come l'attacco a forze navali, posa di mine e scorta di convogli.

### Tra le due guerre

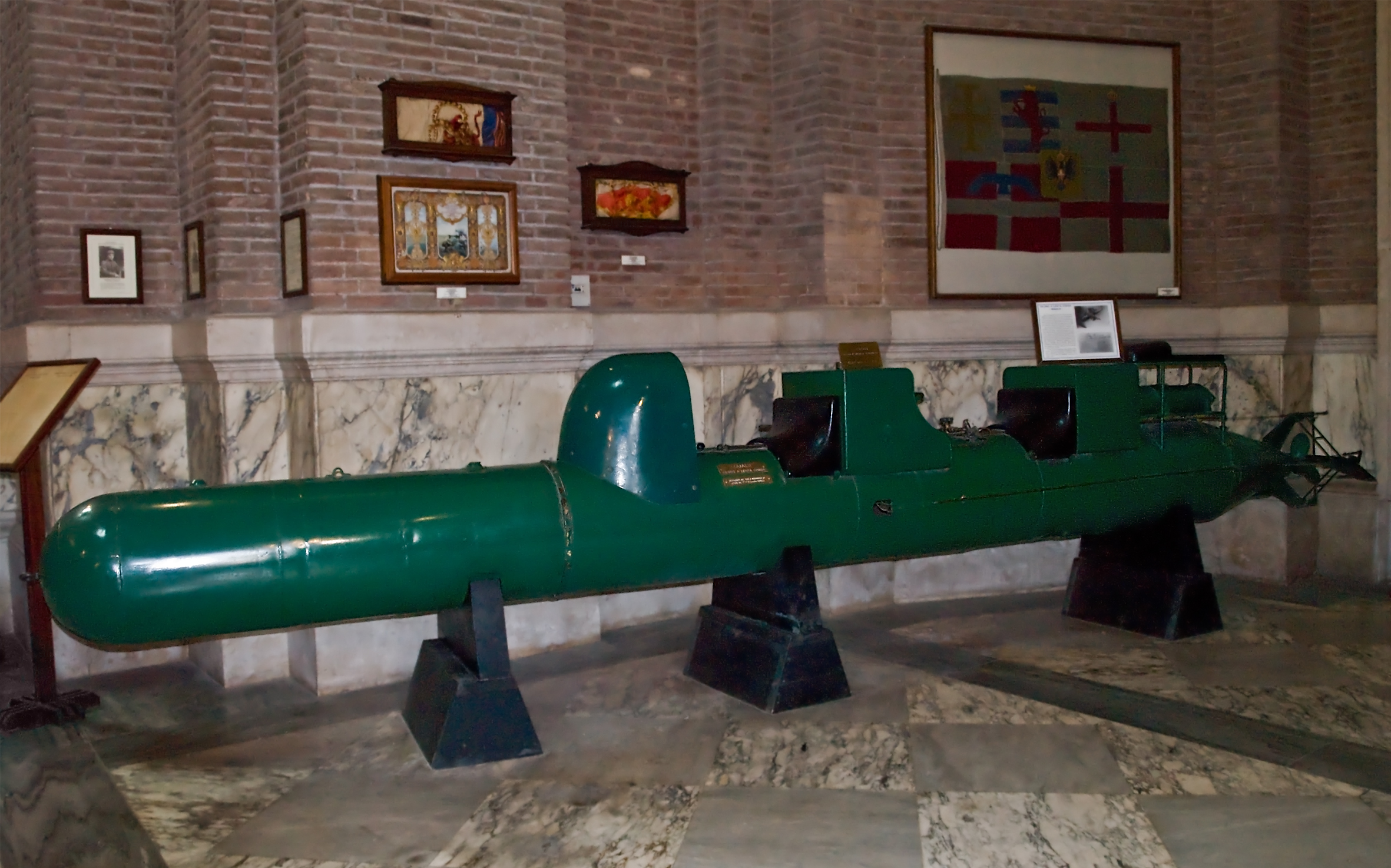
SLC esposto al Sacrario delle Bandiere, Roma.

Negli anni dopo la fine della Prima guerra mondiale la Marina non dedicò molta attenzione ai motoscafi d'assalto, data l'ormai affermata potenza italiana in ambito marittimo e visti i pacifici rapporti esistenti con Gran Bretagna e Francia, i principali "avversari" presenti nel Mediterraneo.
L'inizio del grande sviluppo dell'incursione subacquea risale però al 1935, quando la guerra d'Etiopia sconvolse gli equilibri politici fino a quel momento esistenti. Nel 1936 vennero realizzati i primi esemplari di barchini progettati da Aimone di Savoia-Aosta, futuro comandante di "GeneralMAS", dalla quale dipendevano sia la 1ª Flottiglia MAS sia le motosiluranti.
Inoltre, due ufficiali Teseo Tesei ed Elios Toschi, progettarono un nuovo mezzo di incursione subacquea, partendo dalle versioni rinnovate dei MAS e dei siluri. Nacque così l'SLC (siluro a lenta corsa): siluri elettrici in grado di trasportare due uomini oltre alla testa esplosiva sganciabile, che veniva fissata dai due operatori alla chiglia della nave nemica.
Questo mezzo è meglio noto con il nomignolo di maiale: l'origine del soprannome è incerta e da una parte vi è la forma goffa del mezzo, dall'altra il fatto che erano mezzi lenti e poco agili. I maiali erano portati sul luogo delle operazioni, generalmente nelle vicinanze di un porto nemico, per mezzo di sommergibili trasportatori, modificati per ospitare alcune di queste unità sul ponte. Inizialmente non era previsto l'utilizzo dei cassoni stagni contenitori dei mezzi d'assalto, ma solo delle staffe di ancoraggio al sommergibile stesso, questo però comportava un'immersione massima per il sommergibile trasportatore di soli 30 metri, quota massima operativa sperimentata per gli SLC. Per ovviare a questa limitazione, che tra l'altro rendeva il sommergibile più facilmente visibile da parte del nemico, si decise di montare sul ponte del sommergibile dei cassoni stagni di forma cilindrica, costruiti nei cantieri OTO Melara di La Spezia.

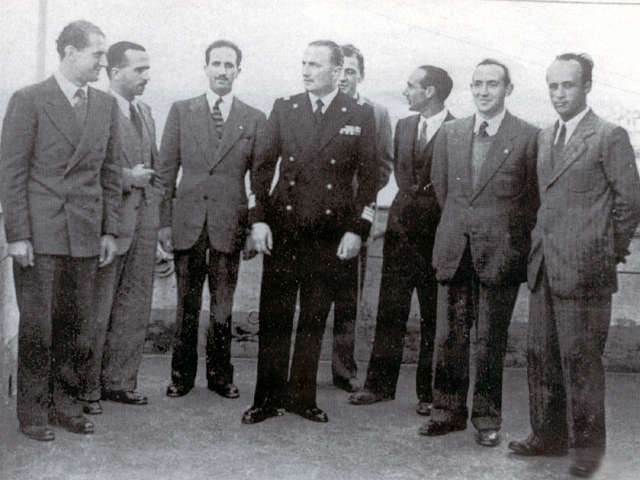
I componenti della 1ª Flottiglia MAS nel 1939. Tra loro il comandante Aloisi, Luigi Durand de la Penne, Teseo Tesei, Bruno Falcomatà e Gino Birindelli

Oltre ai MAS e SLC vennero sviluppati anche gli MTM (Motoscafi da Turismo Modificati): i barchini esplosivi.
La ricerca venne interrotta con la fine della guerra d'Etiopia, per riprendere solo alla fine del 1938. Solo alla vigilia dello scoppio della Seconda guerra mondiale la Marina decise inoltre di riprendere gli studi per l'impiego operativo del maiale e dei barchini.
La Royal Navy, che rappresentava la più potente forza navale dell'epoca, in quel periodo era fortemente presente nel Mar Mediterraneo e per contrastarla il 28 ottobre 1938 l'Ufficio piani e operazione della Marina propone la costituzione di una flottiglia di MAS, con sede a Spezia, incaricata di organizzare i mezzi d'assalto della Marina, cosa che ebbe inizio in una tenuta della famiglia Salviati situata nei dintorni della foce del fiume Serchio. 
L'unità, denominata "1ª Flottiglia MAS", viene costituita il 23 aprile 1939 con comandante il capitano di fregata Paolo Paolo Aloisi.

### La Seconda guerra mondiale
All'entrata dell'Italia nella Seconda guerra mondiale nel giugno 1940, erano già state costituite tre flottiglie, la 1ª Flottiglia MAS, la 2ª Flottiglia MAS e la 3ª Flottiglia MAS, oltre a diverse squadriglie, alcune delle quali autonome.
Alla 1ª Flottiglia fu inoltre riconosciuta la specialità degli "uomini d'assalto", sommozzatori in grado di nuotare fino a sotto le navi nemiche per collocarvi dell'esplosivo. I mezzi usati per trasportare queste testate esplosive, del peso di circa 300 kg, erano dei siluri modificati, appunto i siluri a lenta corsa. Nel 1941 la 1ª venne denominata 10ª Flottiglia MAS, su proposta del capitano di fregata Vittorio Moccagatta.
Fino al febbraio 1942 i mezzi d'assalto dipendevano direttamente dallo Stato maggiore della Marina, da quella data passarono al neo istituito Ispettorato generale delle flottiglie Mas, insieme al Reggimento "San Marco". Al vertice di "Generalmas" fu chiamato l'ammiraglio Aimone di Savoia, duca d'Aosta.
Nel 1942 fu formata a 4ª Flottiglia MAS per prendere parte alle operazioni navali nel teatro del Mar Nero.
Sempre nel 1942 fu trasferita via terra la 12ª Squadriglia MAS per partecipare alle operazioni belliche sul lago Ladoga contro l'Unione Sovietica. 
Tra gli eventi degni di nota nel periodo 1941-1943 vi furono il siluramento dell'incrociatore leggero HMS Capetown (D88) sudafricano, l'attacco al porto di Malta nel gennaio 1941, con la perdita di due motosiluranti di supporto alla missione; l'impresa di Alessandria, con l'affondamento della Valiant e della Queen Elizabeth; l'attacco alla Baia di Suda; l'impiego nel Mar Nero contro la flotta sovietica, con alcuni sommergibili russi affondati, e la battaglia di mezzo agosto del 1942, in cui i MAS contribuirono ad infliggere perdite di alcuni mercantili di un convoglio inglese. 

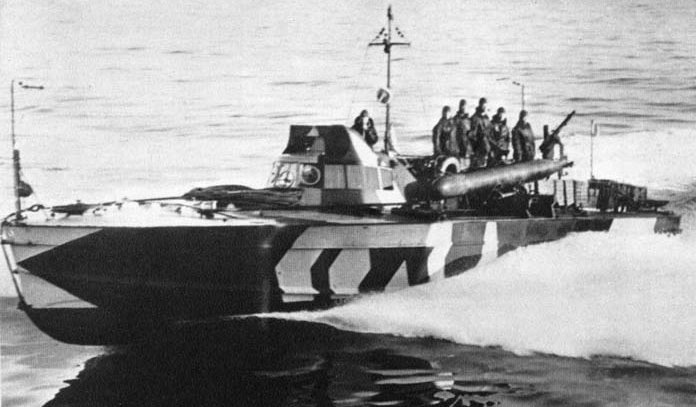
Un MAS 500 durante la guerra

Nell'aprile 1943 erano arrivate a sei le flottiglie MAS della Regia Marina. Con lo sbarco alleato in Sicilia nel luglio 1943 i MAS della 2ª Flottiglia e i loro equipaggi, furono trasferiti al porto di La Spezia.

#### Missioni svolte nel corso della guerra
Missioni svolte durante il conflitto.
- Baia di Suda - 25-26 marzo 1941: affondamento dell'incrociatore York (8.250 t) e grave danneggiamento della nave cisterna Pericles (8.324 t)
- Gibilterra  - 10 settembre 1941: Lo Sciré parte da La Spezia con tre SLC che riusciranno ad affondare due piroscafi e una petroliera.
- Alessandria - dicembre 1941 (operazione G.A.3): poste fuori servizio le due navi da battaglia Queen Elizabeth e Valiant; danneggiamento della nave cisterna Sagona (7.750 t) e del cacciatorpediniere Jervis (1.690 t)
- Sebastopoli - 10 giugno 1942: affondamento di una motonave da 5.000 t
- Sebastopoli - 12 giugno 1942: danneggiamento di un piroscafo da 10.000 t successivamente affondato da aerei tedeschi
- Sebastopoli - 18 giugno 1942: danneggiamento dell'incrociatore Molotov da 10.230 t e affondamento di due imbarcazioni armate
- Sebastopoli - 19 giugno 1942: affondamento del sommergibile Šč-214
- Sebastopoli - 1º luglio 1942: nell'occasione della capitolazione di Sebastopoli le unità della flottiglia svolsero un'intensa attività di rastrellamento, sostenendo scontri con motovedette e cannoniere. Affondamento di una motovedetta
- Gibilterra - luglio 1942: danneggiamento dei piroscafi Metà (1.575 t), Shuma (1.494 t), Empire Snipe (2.497 t) e Baron Douglas (3.899 t).
- Acque del Mar Nero: il tenente di vascello Emilio Legnani attaccò un incrociatore e un cacciatorpediniere affondando l'unità maggiore; venne decorato con medaglia d'oro al valor militare il 3 agosto 1942[26]
- Algeri - operazione N.A. 1, dicembre 1942: affondamento dei piroscafi Ocean Vanquisher (7.147 t) e Berto (1.493 t); danneggiamento dei piroscafi Empire Centaur (7.041 t) e Armattan (6.587 t)
- Gibilterra - maggio 1943: grave danneggiamento dei tre piroscafi Pat Harrison (7.000 t), Mashud (7.500 t) e Camerata (4.875 t).
- Sebastopoli - 19 maggio 1943: danneggiamento, dopo aspro combattimento, di due motovedette sovietiche.
- Alessandretta e Mersin - giugno, luglio e agosto 1943: affondamento dei piroscafi Orion (7.000 t) e Fernplant (5.274 t) e danneggiamento del piroscafo Kaituna (10.000 t)[27]
- Gibilterra - agosto 1943: affondamento della petroliera Thorshov (10.000 t) e dei piroscafi Stanridge (6.000 t) e Harrison Gray Otis (7.000 t).

#### Dopo l'8 settembre
Dopo l'armistizio dell'8 settembre 1943 le diverse squadriglie MAS della Regia Marina si divisero.
Alcuni MAS andarono a formare le squadriglie MAS della Xª MAS della Repubblica Sociale Italiana. Questi reparti di naviglio sottile furono impiegati contro le forze di sbarco e di rifornimento angloamericane.
Altri formarono due flottiglie di Mariassalto della Marina Cobelligerante Italiana.

## Organizzazione
- Flottiglia MAS

La flottiglia (comandata da un capo flottiglia, solitamente imbarcato su di una unità estranea alle squadriglie) era un raggruppamento di 2 o più squadriglie.
- -  squadriglia MAS

La squadriglia era formata da 2 a 4 MAS.
Ciascun MAS era contrassegnato da una sigla di tre numeri.

## I mezzi impiegati nella II guerra mondiale

Un siluro a lenta corsa, probabilmente al Varignano, in una foto del 1953. La Z bianca è stata dipinta per esigenze cinematografiche.

- "Avvicinatori" - qualunque natante modificato per il trasporto e le operazioni di mezzi d'assalto. Tra i tanti: sommergibili Scirè, Ambra; motopescherecci Cefalo, Sogliola; cacciatorpediniere Granatiere, Crispi, Sella, Grecale; avviso Diana; motoveliero Costanza
- "Canguri" - due motosiluranti, classe CRDA 60 t 2ª serie, gli MS 74 e MS 75, modificati per trasporto, messa in mare e recupero di mezzi d'assalto e SLC
- Caproni CA e Caproni CB: sommergibili tascabili
- M.A.S. - Motoscafo armato silurante
- M.S. - Motosilurante
- M.T.L. - Motoscafo Turismo Lento: unità per trasporto, messa in mare e recupero di due Siluri a lenta corsa; 6 unità consegnate all'armistizio[28].
- Scafo «R» - piccolo kayak in alluminio; disponeva di una carica staccabile a prua e di un'elica propulsa da motore elettrico, in aggiunta ai remi; 4 unità consegnate all'armistizio[28].
- "Barchino esplosivo" - circa 100 unità complessive tra[29]
  - M.A. - Motoscafo d'Assalto
  - M.A.T. - Motoscafo Avio Trasportato: motoscafo con la prua riempita di tritolo che avrebbe dovuto essere portato nel luogo dell'azione per via aerea, attaccato alla fusoliera di un idrovolante. L'interessamento di Domenico Cavagnari fece sì che nel febbraio 1936 venisse ordinato il primo M.A.T., collaudato prima della fine dell'anno con esito discreto. Nel 1937 un altro motoscafo era pronto e il 28 settembre dello stesso anno ne vennero ordinati dodici, ma successivamente la Regia Marina revocò l'ordine in quanto il M.A.T. presentava troppe incognite[30]
  - M.T.M. - Motoscafo Turismo Migliorato/Modificato, la serie principale
  - M.T.R. - Motoscafo Turismo Ridotto
  - M.T.R.M. - Motoscafo Turismo Ridotto Modificato
- "Motoscafi siluranti" - circa 90 unità complessiva[29]
  - M.T.S. - Motoscafo Turismo Silurante, 4 unità consegnate
  - M.T.S.M. - Motoscafo Turismo Silurante Modificato, 32 unità consegnate
  - M.T.S.M.A. anche abbreviato in S.M.A.[29] - Motoscafo Turismo Silurante Modificato Allargato, ordinati 83 esemplari all'armistizio, di questi solo 3 consegnati; successivamente 97 ordinati dalla Kriegsmarine di cui circa 40 consegnati
- V.A.S. - Vedetta anti sommergibile

## Naviglio

### Al 1940
Allo scoppio della Seconda guerra mondiale il 10 giugno 1940 erano in servizio:

#### 1ª Flottiglia MAS

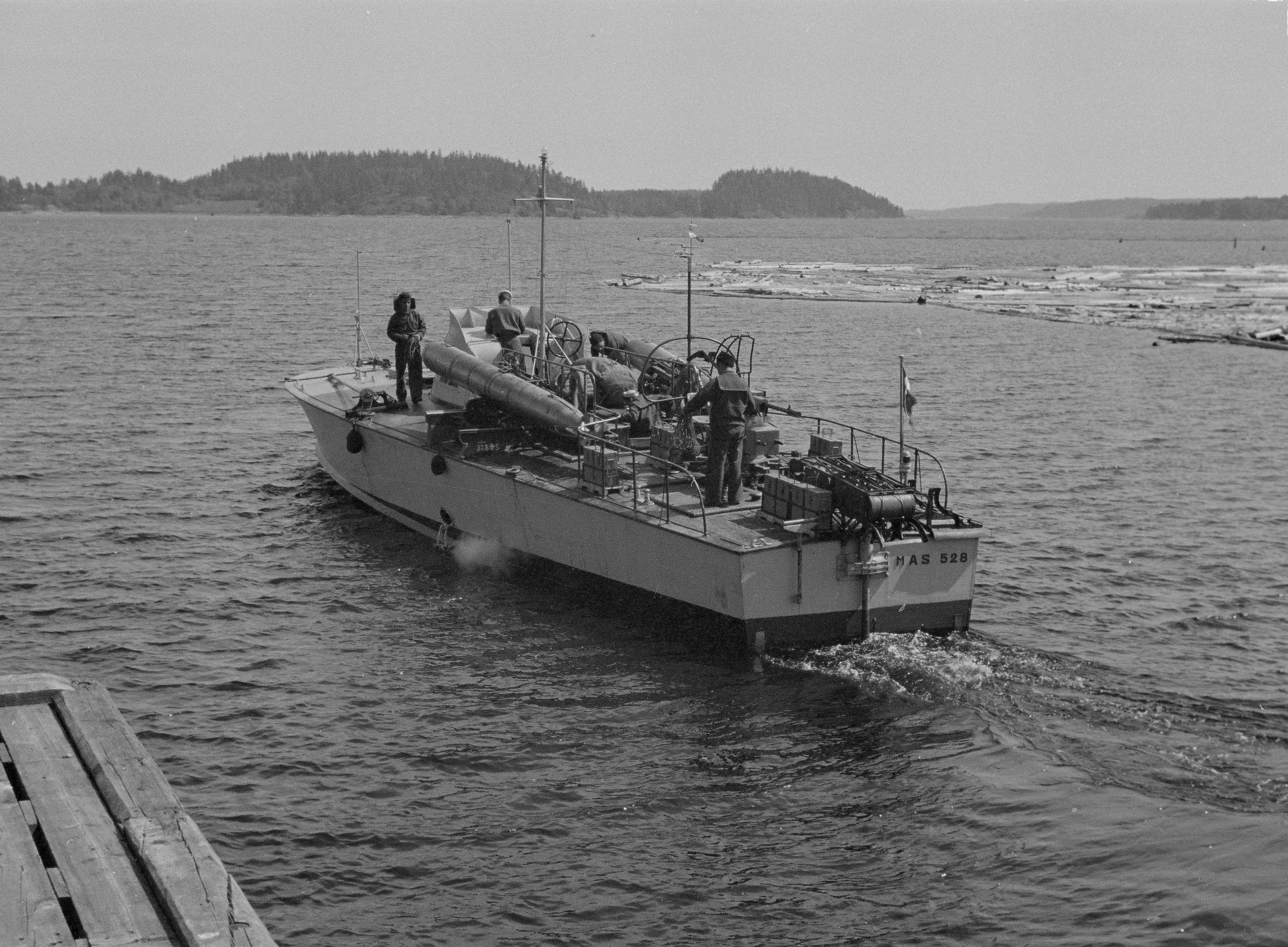
Il MAS 528 della 10ª

Nata nel 1939, il 15 marzo 1941 la 1ª Flottiglia MAS fu ribattezzata 10ª MAS.
- Dipartimento militare marittimo "Alto Tirreno" (Base: La Spezia)

1ª Squadriglia 
- MAS 438
- MAS 439
- MAS 440
- MAS 441

5ª Squadriglia 
- MAS 505
- MAS 507
- MAS 510
- MAS 525

12ª Squadriglia 
- MAS 526
- MAS 527
- MAS 528
- MAS 529

13ª Squadriglia 
- MAS 534
- MAS 535
- MAS 538
- MAS 539

14ª Squadriglia 
- MAS 530
- MAS 531
- MAS 532
- MAS 533

#### 2ª Flottiglia MAS
- Comando militare marittimo "Sicilia" (Base: Messina)

2ª Squadriglia  (base Trapani)
- MAS 424
- MAS 509
- MAS 543
- MAS 544

9ª Squadriglia 
- MAS 512
- MAS 513
- MAS 514
- MAS 515

10ª Squadriglia 
- MAS 516
- MAS 517
- MAS 518
- MAS 519

15ª Squadriglia 
- MAS 547
- MAS 548
- MAS 549
- MAS 550

#### 3ª Flottiglia MAS
- Comando navale Mar Egeo (Sede Rodi)

7ª Squadriglia 
16ª Squadriglia 
22ª Squadriglia 

#### Altre Squadriglie
2ª Squadriglia MAS 
- Comando militare marittimo autonomo "Alto Adriatico" (Base: Venezia)
  - MAS 423
  - MAS 426
  - MAS 432
  - MAS 437

3ª Squadriglia MAS 
- Dipartimento militare marittimo "Ionio e Basso Adriatico" (Base: Taranto)
  - MAS 540
  - MAS 541

4ª Squadriglia MAS 
- Dipartimento militare marittimo "Basso Tirreno" (Base: Napoli)
  - MAS 501
  - MAS 502
  - MAS 503
  - MAS 504

21ª Squadriglia MAS 
- Comando navale Africa Orientale Italiana (Base: Massaua)
  - MAS 205
  - MAS 206
  - MAS 210
  - MAS 213
  - MAS 216

20ª Squadriglia MAS 
- Comando militare marittimo "Sicilia" (base Pantelleria)
  - MAS 552
  - MAS 554,
  - MAS 557,
  - MAS 564,

18ª Squadriglia MAS 
- Comando militare marittimo "Sicilia" (base Trapani)
  - MAS 533,
  - MAS 553,
  - MAS 556,
  - MAS 560
  - MAS 562

### All'agosto 1943
Prima dell'armistizio dell'8 settembre 1943, le flottiglie, alle dipendenze di GeneralMAS, con disponibili circa 90 tra MAS e motosiluranti,  erano così distribuite (manca la Sicilia perchè già occupata dagli Alleati):
- La Spezia (10ª Flottiglia MAS)
- Basso Tirreno (2ª Flottiglia MAS)
- Mar Egeo (3ª Flottiglia MAS)
- Mar Jonio (4ª Flottiglia MAS)
  - 18ª Squadriglia MAS
  - 19ª Squadriglia MAS
- Sardegna (5ª Flottiglia MAS)
- Grecia (6ª Flottiglia MAS)
- Dalmazia (7ª Squadriglia autonoma MAS)
- Provenza (23ª Squadriglia autonoma MAS)
- Pola (Flottiglia addestramento MAS)